# Зулусское войско
Зулусское войско — вооруженная организация зулусов в XIX веке. Её создание часто связывают с именем Чаки — основателя зулусской державы.

## Ранний период
До реформ Чаки зулусы, согласно устной традиции, воевали так же, как и их соседи: для сражения стороны встречались в заранее назначенном месте и перестреливались лёгкими метательными копьями, защищаясь овальными щитами; во время схватки происходили многочисленные поединки храбрейших воинов, а за боем из тыла наблюдали старики и женщины. Потери в подобных стычках были невелики, и к вечеру одна из сторон, признав поражение, просила мира и обещала платить дань.

## Организация войска

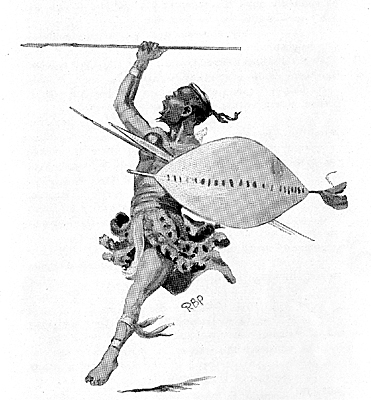
Зулусский воин времен правления Чаки

Обычно создание военной системы зулусов связывают с именем Чаки. Однако его новации стали следствием длительного социально-политического развития африканских вождеств, располагавшихся на территории современной провинции Ква Зулу-Натал. Несмотря на скудность информации о доколониальной истории Южной Африки, современные исследователи приходят к выводу, что уже в XVIII веке в африканских вождествах указанного региона происходят важные изменения в системе амабуто (ед. ч. — ибуто) — объединений, состоявших из молодых людей одной возрастной группы, проходивших вместе обряд инициации — посвящения мальчиков во взрослых мужчин. Ранее амабуто собирались не на постоянной основе, а по мере необходимости. В мирное время в их обязанности входило возведение новых краалей (умзи), участие в охотничьих предприятиях, расчистка полей под посевы и выполнение других хозяйственных работ. В случае войны из амабуто формировались вооруженные силы вождества. К концу XVIII века амабуто превратились в преимущественно военные подразделения — импи.
Новшеством Чаки стало то, что амабуто стали действовать на постоянной основе. Обряд инициации фактически заменила собой служба инкоси. Лишь Чака имел право освободить воинов от службы и распустить конкретное ибуто. Лишь после этого мужчины получали право носить головное кольцо — символизировавшее достижение статуса взрослого мужчины — и заводить семью. В амабуто царила жестокая дисциплина. Любое нарушение или невыполнение приказа влекло за собой смерть. Все молодые девушки также служили в особых женских полках, выполнявших хозяйственные функции. Были образованы отряды носильщиков, состоявшие из молодых юношей, в чьи обязанности входило нести продовольственные припасы и минимально необходимый набор бытовых принадлежностей. Разрешение о женитьбе выдавалось инкоси сразу целым «полкам», так что они распускались в полном составе, когда служившие в нём воины достигали определенного возраста. Отдельные воины могли получить такое разрешение раньше своих однополчан и отправлены в запас в качестве награды за совершение подвига в бою. Естественно, инкоси стремился как можно дольше удерживать воинов на службе, и доходило до того, что мужчины могли жениться уже ближе к сорока годам.

## Структура
Войско Чаки делилось на несколько подразделений — амабуто. Амабуто были мужские и женские. Амабуто квартировались в иканда (военных краалях). Иканда находились под управлением ближайших родственниц Чаки — его сестёр и тёток. Непосредственный контроль и командование над военными подразделениями осуществляли принцы и индуны — ближайшие советники и сподвижники инкоси, лидеры союзных родов и племен.

## Вооружение

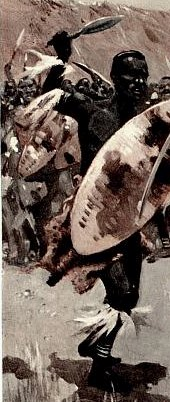
Зулусский воин

Оружие зулусов было простым, но эффективным: колющее копьё ассегай для ближнего боя с широким, длиной 0,5 м лезвием; лёгкое копьё с длинным древком; палица-нобкерри с длинной рукоятью и тяжёлым набалдашником из особо прочных пород дерева. Щит зулусов делался из воловьей кожи и был высотой примерно до 1,3 м, а шириной около 60 см. Позднее щиты стали легче и меньше, однако и щиты старого образца продолжали оставаться в ходу. Военные щиты всех полков принадлежали лично инкоси и хранились на специальных складах.

## Тактика
Перед битвой зулусы тщательно изучали местность и знали, где можно замаскироваться, как использовать холмы и т. д. В бою использовали тактику, получившую название «Рога буйвола»(izimpondo zankhomo). Все войско делилось на три части:
- «Рога» (izimpondo), охватывавшие противника с фланга. В эти «полки» обычно ставили молодых, неопытных воинов.
- «Грудь» (isifuba) была основной ударной силой, осуществлявшей фронтальное нападение. В эти «полки» ставили опытных воинов
- В «туловище» входили резервные «полки», предназначенные для добивания противника. В них служили главным образом ветераны.

Тактика годилась исключительно для местных боёв и стычек с плохо вооружёнными белыми.

## В кино
- «Неукротимые» — режиссер Генри Кинг (США, 1955).
- «Зулусы» — режиссер Сай Эндфилд (Великобритания, 1964).
- «Рассвет зулусов» — режиссер Дуглас Хикокс (Великобритания, 1979).
- «Шака, король зулусов» — мини-сериал, режиссер Уильям С. Форе (США-ФРГ-ЮАР, 1986).
- «Чака зулу: Цитадель» — режиссер Джошуа Синклер (США, 2001).